# Acanthoderes laportei
Acanthoderes laportei är en skalbaggsart som beskrevs av Aurivillius 1923. Acanthoderes laportei ingår i släktet Acanthoderes och familjen långhorningar. Inga underarter finns listade i Catalogue of Life.